# Мужинно
Мужинно (пол. Murzynno, нім. Groß Morin) — село в Польщі, у гміні Ґневково Іновроцлавського повіту Куявсько-Поморського воєводства.
Населення — 217 осіб (2011).
У 1975-1998 роках село належало до Бидгощського воєводства.

## Демографія
Демографічна структура станом на 31 березня 2011 року:
|          | Загалом | Допрацездатний вік | Працездатний вік | Постпрацездатний вік |
| -------- | ------- | ------------------ | ---------------- | -------------------- |
| Чоловіки | 107     | 24                 | 76               | 7                    |
| Жінки    | 110     | 17                 | 69               | 24                   |
| Разом    | 217     | 41                 | 145              | 31                   |